# Waterstoniella jacobsoni
Waterstoniella jacobsoni är en stekelart som först beskrevs av Grandi 1916.  Waterstoniella jacobsoni ingår i släktet Waterstoniella och familjen fikonsteklar. Inga underarter finns listade i Catalogue of Life.